# Vallbyheden
Vallbyheden är en by i Hofors kommun. Lokalt används även stavningen Wallbyheden, som är gammalstavning. I byn finns bland annat en badplats kallad Sälgsjöbadet och ett gammalt kalkbrott (Valls kalkbrott).

## Sjöar
- Störst: Sälgsjön
- Minst: Igeltjärn
- Åstjärnen
- Lilla Åstjärnen

## Berg
- Högsta punkt: Söderåsen, Hofors kommun.